# Cox-Klemin XS
Le Cox-Klemin XS était un avion militaire de l'entre-deux-guerres, construit aux États-Unis par la Cox-Klemin Aircraft Corporation.

## Variantes
XS-1
XS-2
MS-1

### Aéronefs comparables
- Hansa-Brandenburg W.20
- LFG V-19
- Caspar U.1
- Marcel Besson MB-35
- Marcel Besson MB-411